# ونوش
ونوش، روستایی است از توابع بخش مرکزی شهرستان نوشهردر استان مازندران ایران.

## جمعیت
این روستا در دهستان کجور قرار دارد و براساس سرشماری مرکز آمار ایران در سال ۱۳۸۵، جمعیت آن ۲۴۸۳ نفر (۶۷۹خانوار) بوده‌است. مردم ونوش از قومیت طبری هستند. مردم ونوش به زبان طبری با گویش کجوری سخن می‌گویند.

## موقعیت جغرافیایی
این روستا در فاصله 7 کیلومتری غرب شهر رویان قراردارد و در جاده کمربندی که به سمت رویان میرود قرارداد. فاصله این روستا تا ساحل خزر کمتر از یک کیلومتر میباشد. 